# Lasionycta flanda
Lasionycta flanda là một loài bướm đêm thuộc họ Noctuidae. Nó được tìm thấy ở hòn đảo Newfoundland và at Goose Bay ở miền đông Labrador.
It was formerly considered to be a subspecies của Lasionycta leucocycla.
Nó được tìm thấy ở tundra.
Con trưởng thành bay từ giữa tháng 7 tới đầu tháng 8.